# Fjallabyggð
Pronunciação
Fjallabyggð é um município na Islândia. Em 2019 tinha uma população estimada em 2010 habitantes.